# Медресе Полвон-кари
Медресе Полвон-кори-архитектурный памятник в городе Хива (Хорезмская область, Узбекистан). Медресе было построено в 1905 году на средства Хивинского купца Палвана-кари.

## История
Медресе Полвон-кори было построено в 1905 году под руководством известного Хивинского купца Палвана Кори. Медресе компактное и построено по новому стилю, характерному для начала XX века, то есть в европейском стиле. Ее башня также имела новую ступенчатую форму. Факты свидетельствуют о том, что купец был не только близким советником Мухаммада Рахим-хана II, но и человеком, принимавшим активное участие в установлении прочных торговых связей с Российской империей, Турцией и другими странами. Деньги, необходимые для строительства медресе, он выделяет из доходов купцов, неустанно развивая свою торговлю. Медресе Полвон-кори находится недалеко от исторического комплекса «Саидбий» и состоит из первого и второго этажа, двух башен и мечетей. Медресе Полвон-кори отличается по конструкции от других религиозных построек того времени в Хиве. Непонятно, что заставило главного архитектора проекта отойти от традиционной архитектуры. Некоторые гипотезы предполагают, что такое значительное уклонение от существующих традиций связано с «новыми изменениями», которые произошли между девятнадцатым и двадцатым веками. Сегодня на территории медресе функционирует гостиница. В ней есть сад, общая гостиная, балкон и ресторан.
Медресе Полвон-кори самое монументальное сооружение в крепости Дишан. Оно было возведено в восточной части крепости Дишан на пересечении улиц Кариева и Кари. В медресе более 15 келий, огромный минарет, зимняя и летняя мечети. Только главный вход медресе богато украшен. Например, верхняя часть фасада медресе украшена зеленым орнаментом. Зеленый цвет также использовался для украшения куполов, небольших угловых башен. Медресе Полвон-кори расположено в юго-восточной части города Хива. Главный фасад медресе обращен на север. Вокруг двора располагались купольные кельи. Крыша оформлена в синем стиле «бантак». Купола медресе синего цвета. Перед медресе возвышался отдельный минарет. К нему были пристроены декоративные пояса из кирпича и завершены куполом. Высота башни составляет 21 метр.